# 盐源卷肢溪蟹
盐源卷肢溪蟹（学名：Lophopotamon yenyunense）为溪蟹科卷肢溪蟹属的动物。在中国大陆，分布于四川等地，常生活于稻田及其附近的沟渠泥洞内、底质为黑褐壤。其生存的海拔范围为1800至2000米。